# Lleugerament escarlata
Lleugerament escarlata (títol original en anglès: Slightly Scarlet) és una pel·lícula dels Estats Units dirigida per Allan Dwan, estrenada el 1956. Ha estat doblada al català.

## Argument[2]
Solly Caspar és un gàngster que s'ocupa tranquil·lament dels seus negocis perquè tant l'alcalde com el cap de policia s'han deixat subornar per ell. En vigílies d'unes eleccions, Caspar assassina un periodista que el pressionava contínuament des de les pàgines del seu diari. Mentrestant, el candidat a alcalde Frank Jansen, que és un polític reformista, fa una duríssima campanya contra el crim organitzat. Llavors Caspar, tement perdre el control de les activitats locals, ordena que ho investiguin a fi de trobar en el seu passat una cosa que el desqualifiqui. Ho troba amb la cleptòmana Dorothy Lyons està en llibertat condicional sota custòdia de la seva germana June, secretaria del candidat Frank Jansen.

## Repartiment
- John Payne: Ben Grace
- Rhonda Fleming: June Lyons
- Arlene Dahl: Dorothy Lyons
- Kent Taylor: Frank Jansen
- Ted de Corsia: Solly Caspar
- Lance Fuller: Gauss
- Buddy Baer: Lenhardt